# Nosopsyllus fasciatus
Espèce
Synonymes
- Ceratophylus fasciatus[1]
- Nosopsyllus (Nosopsyllus) fasciatus (Bosc d'Antic, 1800)
- Pulex fasciatus Bosc d'Antic, 1800

Nosopsyllus fasciatus est une espèce de puces du rat de la famille des Ceratophyllidae qui se rencontre en Europe. C'est l'un des vecteurs principaux aboutissant à la peste humaine.